# Wodewil warszawski
Wodewil warszawski – wodewil Zdzisława Gozdawy i Wacława Stępnia z roku 1950 w trzech aktach.
Jego tematem jest odbudowa Warszawy. W latach 50/60 był bardzo popularny, wystawiany jako swoisty „produkcyjniak” na każdej scenie teatralnej w kraju.
Zawiera znane w latach PRL-u szlagiery, np. Małe mieszkanko na Mariensztacie, Budujemy nowy dom i in.
- Niektóre realizacje[2]:
  - 1973 – Teatr Telewizji – realizacja: Ewa Vogtman-Budny, scenogr. Jerzy Gorazdowski. W obsadzie spektklu TV znaleźli się m.in.: Hanka Bielicka, Elżbieta Starostecka, Krzysztof Kowalewski, Andrzej Stockinger, Zofia Merle, Marek Lewandowski, Jerzy Cnota.
  - Z 27 września 1986 – ostatnia premiera: reż. Zbigniew Czerski, scenogr. Liliana Jankowska, kier. muz. Jerzy Bechyne, asystent reż. Sigrid Siewior. Lubuski Teatr im. L. Kruczkowskiego w Zielonej Górze.